# Acido miristoleico
L'acido miristoleico o acido cis-9-tetradecenoico è un acido grasso monoinsaturo con 14 atomi di carbonio ed un doppio legame cis in posizione 9.
Si trova sia in animali che in piante dove viene normalmente biosintetizzato dall'acido miristico grazie all'enzima  Δ9-desaturasi.
Negli oli vegetali, con rare eccezioni come il burro di kombo estratto dai semi di Pycnanthus angolensis che ne può contenere anche un 30%, si trova normalmente a concentrazioni molto basse, dell'ordine del 1% dell'acido miristico contenuto.
Negli animali sia terrestri che marini si trova in piccola percentuale nei depositi adiposi. Nell'uomo la concentrazione di acido miristoleico nei tessuti adiposi può variare dallo 0,2 al 1% ed è strettamente correlata alla concentrazione di acido linoleico coniugato ed al consumo di latte o latticini.
L'alimento umano che ne contiene di più è il burro vaccino.
L'acido miristoleico ha una buona attività antimicrobica verso i Gram positivi e la candida albicans.
È un costituente minore dell'estratto lipidico dai frutti di Serenoa repens e pare indurre apoptosi e necrosi nelle cellule tumorali LNCaP della prostata umana.